# Argia tibialis
Argia tibialis – gatunek ważki z rodziny łątkowatych (Coenagrionidae). Występuje na terenie Ameryki Północnej i Ameryki Środkowej.